# Hemicopha
Hemicopha là một chi bướm đêm thuộc họ Geometridae.